# Mikrolepija
Mikrolepija (lat. Microlepia), rod papratnjače (Pteridophyta), trajnica iz porodice Dennstaedtiaceae. Priznato je pedesetak vrsta (52, plus 5 hibrida), a najviše su rasprostranjene u Aziji, po Kini, ali ih ima i po drugim kontinentima, Australija, Afrika, Južna Amerika.

## Vrste
1. Microlepia boluoensis Y. Yuan & L. Fu
2. Microlepia calvescens (Wall. ex Hook.) C. Presl
3. Microlepia caudigera T. Moore
4. Microlepia chrysocarpa Ching
5. Microlepia concinna (Rosenst.) R. M. Tryon & A. F. Tryon
6. Microlepia crassa Ching
7. Microlepia dubia (Roxb.) C. V. Morton
8. Microlepia fadenii Pic. Serm.
9. Microlepia firma Mett. ex Kuhn
10. Microlepia fujianensis Ching
11. Microlepia hallbergii (d'Almeida) C. Chr.
12. Microlepia hookeriana (Wall.) C. Presl
13. Microlepia intramarginalis (Tagawa) Seriz.
14. Microlepia izu-peninsulae Kurata
15. Microlepia krameri C. M. Kuo
16. Microlepia kurzii (C. B. Clarke) Bedd.
17. Microlepia majuscula (E. J. Lowe) T. Moore
18. Microlepia manilensis (Goldm.) C. Chr.
19. Microlepia marginata (Houtt.) C. Chr.
20. Microlepia matthewii Christ
21. Microlepia melanorhachis Rosenst.
22. Microlepia membranacea B. S. Wang
23. Microlepia mollifolia Tagawa
24. Microlepia nepalensis (Spreng.) Fraser-Jenk., Kandel & Pariyar
25. Microlepia nipponica (Miq.) C. Chr.
26. Microlepia nudisora C. Chr.
27. Microlepia obtusiloba Hayata
28. Microlepia platyphylla (D. Don) J. Sm.
29. Microlepia protracta Copel.
30. Microlepia proxima (Blume) C. Presl
31. Microlepia pseudohirta Rosenst.
32. Microlepia pseudostrigosa Makino
33. Microlepia puberula Alderw.
34. Microlepia rheophila K. Iwats. & M. Kato
35. Microlepia rhomboidea (Wall. ex Kunze) Prantl
36. Microlepia ridleyi Copel.
37. Microlepia scaberula Mett. ex Kuhn
38. Microlepia setosa (Sm.) Alston
39. Microlepia shubhangiae S. Sharma & Kholia
40. Microlepia sinostrigosa Ching
41. Microlepia smithii (Hook.) Y. H. Yan
42. Microlepia speluncae (L.) T. Moore
43. Microlepia strigosa (Thunb.) C. Presl
44. Microlepia substrigosa Tagawa
45. Microlepia subtrichosticha Ching
46. Microlepia tenera Christ
47. Microlepia todayensis Christ
48. Microlepia trapeziformis (Roxb. ex Griff.) Kuhn
49. Microlepia trichocarpa Hayata
50. Microlepia trichosora Ching
51. Microlepia vitiensis Brownlie
52. Microlepia yakusimensis Tagawa
53. Microlepia × adulterina W. H. Wagner
54. Microlepia × austroizuensis Nakato & Seriz.
55. Microlepia × bipinnata (Makino) Shimura
56. Microlepia × hirtiindusiata P. S. Wang
57. Microlepia × kandelii Fraser-Jenk.